# Yokohama Sports & Culture Club
 (septembre 2022).
Si vous disposez d'ouvrages ou d'articles de référence ou si vous connaissez des sites web de qualité traitant du thème abordé ici, merci de compléter l'article en donnant les références utiles à sa vérifiabilité et en les liant à la section « Notes et références ».
Maillots
Le  Yokohama Sports & Culture Club , communément appelé simplement YSCC ou YSCC Yokohama est un club multisports japonais basé à Yokohama, YSCC est surtout connu pour son association de football qui évolue actuellement en J.League 3.

## Historique
Le club a été formé en 1986 par d'anciens joueurs du Yokohama Flügels sous le nom de Yokohama Soccer & Culture Club. Le « Soccer » a été remplacé par « Sports » en 2002.
Y.S.C.C. Yokohama a été le point de départ de nombreux joueurs du Yokohama Flügels et Yokohama F. Marinos. Lorsque les Flügels se sont repliés en 1999, ils ont soutenu la création du Yokohama FC pour les remplacer.
En 2012, ils ont joué la Japan Football League pour la première fois et ont terminé en 6e position. Depuis 2014 le club joue en J.League 3 en milieu de tableau.

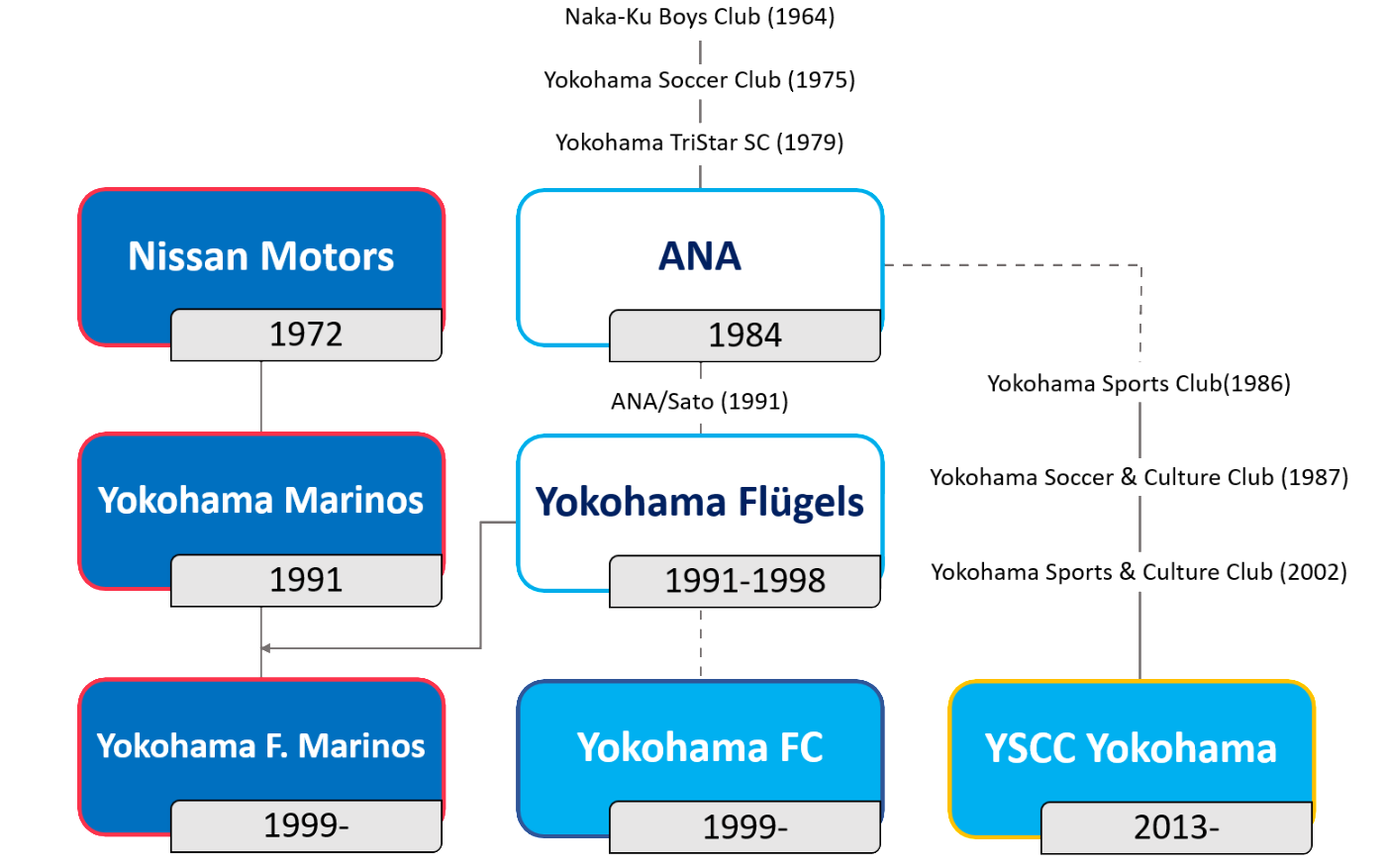
Graphique historique des clubs de Yokohama.

## Palmarès
| Compétitions nationales | Compétitions internationales |
| - Néant                 | - Néant                      |

## Joueurs et personnalités du club

### Entraîneurs
Le tableau suivant présente la liste des entraîneurs du club depuis 2014.
| Rang | Nom              | Période   |
| ---- | ---------------- | --------- |
| 1    | Masahiro Shimoda | 2006-2007 |
| 2    | Daisuke Miyake   | 2008-2011 |
| 3    | Yohei Suzuki     | 2011-2012 |

| Rang | Nom              | Période   |
| ---- | ---------------- | --------- |
| 4    | Jun Matsuhisa    | 2013      |
| 5    | Kenji Arima      | 2014-2016 |
| 6    | Yasuhiro Higuchi | 2016-2019 |

| Rang | Nom          | Période   |
| ---- | ------------ | --------- |
| 7    | Yuki Stalph  | 2019-2022 |
| 8    | Kenji Nakada | 2022      |

| Rang | Nom             | Période     |
| ---- | --------------- | ----------- |
| 9    | Kei Hoshikawa   | 2022-2023   |
| 10   | Kazuki Kuranuki | depuis 2023 |

## Bilan saison par saison
Ce tableau présente les résultats par saison du YSCC Yokohama dans les diverses compétitions nationales et internationales depuis la saison 2014.
| Saison | Championnat | Championnat | Championnat | Championnat | Championnat | Championnat | Championnat | Championnat | Championnat | Championnat | Coupe du Japon | Coupe de la Ligue |
| Saison | Division    | Pos         | Pts         | J           | V           | N           | D           | BP          | BC          | Diff.       | Coupe du Japon | Coupe de la Ligue |
| ------ | ----------- | ----------- | ----------- | ----------- | ----------- | ----------- | ----------- | ----------- | ----------- | ----------- | -------------- | ----------------- |
| 2014   | J3 League   | 12e         | 24          | 33          | 4           | 12          | 17          | 29          | 58          | -29         | 2e tour        | -                 |
| 2015   | J3 League   | 13e         | 27          | 36          | 7           | 6           | 23          | 24          | 58          | -34         | -              | -                 |
| 2016   | J3 League   | 16e         | 20          | 30          | 5           | 5           | 20          | 15          | 51          | -36         | -              | -                 |
| 2017   | J3 League   | 14e         | 32          | 32          | 8           | 8           | 16          | 41          | 54          | -13         | 1er tour       | -                 |
| 2018   | J3 League   | 15e         | 34          | 32          | 8           | 10          | 14          | 40          | 48          | -8          | 2e tour        | -                 |
| 2019   | J3 League   | 13e         | 39          | 34          | 12          | 3           | 19          | 53          | 65          | -12         | -              | -                 |
| 2020   | J3 League   | 17e         | 27          | 34          | 5           | 12          | 17          | 37          | 66          | -29         | -              | -                 |
| 2021   | J3 League   | 8e          | 40          | 28          | 11          | 7           | 10          | 31          | 33          | -2          | 2e tour        | -                 |
| 2022   | J3 League   | 16e         | 28          | 34          | 8           | 4           | 22          | 25          | 66          | -41         | -              | -                 |
| 2023   | J3 League   | 12e         | 52          | 38          | 14          | 10          | 14          | 48          | 50          | -2          | -              | -                 |
| 2024   | J3 League   | 19e         | 32          | 38          | 7           | 11          | 20          | 34          | 64          | -30         | -              | 1er tour          |
| Saison | Division    | Pos         | Pts         | J           | V           | N           | D           | BP          | BC          | Diff.       | Coupe du Japon | Coupe de la Ligue |
| Saison | Championnat |             |             |             |             |             |             |             |             |             | Coupe du Japon | Coupe de la Ligue |

## Identité visuelle
| Domicile - 1st | Domicile - 1st | Domicile - 1st | Domicile - 1st |
| -------------- | -------------- | -------------- | -------------- |
| 2018           | 2019 - 2020    | 2021           | 2022 -         |
|                |                |                |                |

| Extérieur - 2nd | Extérieur - 2nd | Extérieur - 2nd | Extérieur - 2nd |
| --------------- | --------------- | --------------- | --------------- |
| 2018            | 2019 - 2020     | 2021            | 2022 -          |
|                 |                 |                 |                 |